# János Kovács
János Kovács (Sarkad, 20 mei 1930) is een voormalig Hongaars-Nederlands voetbalcoach. 
Kovács was als sportinstructeur officier in het Hongaarse leger. Na de Hongaarse Opstand in 1956 ontvluchtte hij het land en kwam hij terecht in Nederland. Begin 1957 slaagde hij met lof voor een verkort examen bij de KNVB waarna hij hoofdtrainer mocht worden in het betaald voetbal. Hij was hoofdtrainer van ONA, Haarlem en EDO. In 1969 werd hij genaturaliseerd tot Nederlander.